# Gottlob Hochheim
Johann Heinrich Gottlob Hochheim (* 12. November 1803 in Otterstedt; † 20. Juli 1884 ebenda) war ein deutscher Landwirt, Bürgermeister und Politiker.

## Leben
Hochheim war der Sohn des Anspänners und Kirchenvorstehers Johann Carl Hochheim und dessen Ehefrau Friederike geborene Wandersleb. Er war evangelisch-lutherisch und heiratete am 5. Februar 1826 in Otterstedt Johanne Ernestine Caroline Wilhelmine Sitz(e) (* 23. Dezember 1804 in Otterstedt; † 22. Dezember 1869 ebenda), der Tochter des Anspänners Johann Heinrich Sitz(e).
Hochheim lebte als Anspänner in Otterstedt. Dort war er von 1859 bis 1863 Bürgermeister. Am 24. September 1863 wurde er zum Landrichter ernannt.  Am 7. August 1862 wurde er mit der Fürstlichen Ehrenmedaille ausgezeichnet. Vom 28. November 1859 bis zum 31. Dezember 1863 war er Abgeordneter im Landtag des Fürstentums Schwarzburg-Sondershausen.